# Hyloscirtus pacha
Hyloscirtus pacha är en groddjursart som först beskrevs av William Edward Duellman och Hillis 1990.  Hyloscirtus pacha ingår i släktet Hyloscirtus och familjen lövgrodor. IUCN kategoriserar arten globalt som otillräckligt studerad. Inga underarter finns listade i Catalogue of Life.